# Сидоров, Павел Сафонович
Павел Сафонович Сидоров (январь 1889, Макушино, Тобольская губерния — апрель 1936, Воронеж) — советский государственный деятель, член ВЦИК. Участник Гражданской войны.

## Биография
Павел Сидоров родился в январе 1889 года в крестьянской семье в селе Макушино Макушинской волости Курганского округа Тобольской губернии, ныне город — административный центр Макушинского муниципального округа Курганской области.
Окончил начальное училище. До 17 лет батрачил, затем работал на железной дороге. С 1911 по 1917 год служил в Русской императорской армии, младший унтер-офицер.
После Великой Октябрьской Социалистической революции вернулся на родину и работал по созданию Красной гвардии в Макушино. С декабря 1917 по май 1918 года — комиссар Красной гвардии Макушинского волисполкома.
Во время выступления чехословацкого корпуса 10 июня 1918 года был арестован, около года сидел в Курганской тюрьме и в Омском концлагере. Из лагеря бежал, жил в Алтайской губернии под фамилией Романов при режиме Колчака.
В 1919 году вступил в РКП(б), в 1925 году партия переименована в ВКП(б).
В начале 1920 года вернулся на родину, работал председателем сельсовета.
В 1921 году был членом Президиума исполнительного комитета Курганского уездного Совета, затем председателем уездного исполкома. Принимал активное участие в организации коммунистических батальонов для подавления восстания кулацких элементов против рабоче-крестьянского правительства в Курганском уезде (Западно-Сибирское восстание (1921—1922)). 1 марта 1921 года, как председатель заседания, подписал протокол Секретного заседания Президиумов Курганского уездного комитета РКП(б) и уездного исполкома Советов «О расстреле части заложников, взятых на основе террора в связи с восстанием в Курганском уезде» (в списке 24 человека); это сделано в возмездие за убитых в городе и уезде членов РКП (число коих убитыми и замученными достигает сотен чел.); а также в целях восстановления политического равновесия в уезде и выявления перед деревенским населением беспристрастного отношения соввласти и к городу. Были и другие подписанные им списки приговорённых к расстрелу заложников из числа лиц, принадлежащих к паразитическому элементу деревни.
В конце июня 1921 года состоялся 3-й Курганский уездный съезд советов рабочих, крестьянских и красноармейских депутатов. Президиум съезда: был в составе Пискунов, Шишин, Сидоров, Суслов, Белобородов, Головин и Вяткин.
В характеристике 1922 года отмечается: «Теоретически грамотный. Ценный работник в области советской и партийной работы, занимавший ответственные губернские посты… может вполне руководить агитационно-пропагандистской работой, превосходный администратор, безусловно, может выполнять обязанности работника районного масштаба… Имеет стремление к хозяйственной работе, вполне способный для губернской партработы». В то же время, как указывал сам П. С. Сидоров, в 1921 году во время «чистки» рядов партии «за выпивки» был исключен из рядов партии на 1 год, но восстановлен губкомом.
До декабря 1923 года работал заведующим Курганским уездным земельным управлением (уезд упразднён на основании постановлений ВЦИК от 3 и 12 ноября 1923 года).
С января по июнь 1924 года — заместитель заведующего Челябинским окружным земельным управлением.
С июня 1924 года по октябрь 1926 года — председатель правления Челябинского окружного союза промысловой кооперации.
С октября 1926 года по март 1927 года — член правления Уральского областного союза сельскохозяйственной кооперации.
С марта 1927 года по июль 1928 года — заместитель председателя правления Уральского сельскохозяйственного банка.
С июля 1928 года по март 1929 года — председатель правления Уральского сельскохозяйственного банка (Уралсельхозбанка).
С марта 1929 года по март (по другим данным август) 1930 года — председатель Сарапульского окружного исполкома (округа Уральской области упразднены постановлением ВЦИК и СНК ССР от 23 июля 1930 года с 1 октября 1930 года).
С 1929 по 1931 год учился в Ленинградском заочном Комуниверситете, но не окончил его.
С августа 1930 по февраль 1931 года — заведующий Организационным отделом исполнительного комитета Уральского областного Совета.
С января 1931 по апрель 1932 года — председатель исполнительного комитета Пермского городского Совета депутатов. В 1931 году горисполком заключил с Ленинградским институтом проектирования городов (Ленгипрогор) договор о проекте районной планировки. Работу выполняла группа специалистов во главе с профессором Львом Александровичем Ильиным. В 1932 году Пермский горисполком рассмотрел проект города-спутника Закамска (Нижнекурьинск), который составил швейцарский архитектор Ханнес Мейер. В 1932 году бюро Уралобкома объявило П. С. Сидорову выговор за принудительное перемещение в Перми филиала «Востоконефти» в другое помещение.
В марте 1932 года был делегатом XV Всероссийского съезда Советов, где был избран членом Всероссийского центрального исполнительного комитета (ВЦИК).
С 1 апреля 1932 года по март 1933 года — управляющий Уральского областного строительного треста «Гражданстрой».
С 1 марта 1933 года отозван в ЦК ВКП(б) и назначен председателем межрайонной комиссии по определению урожайности при СНК СССР по Воронежской области. Находился на этой должности с июня 1934 по июль 1935 года.
По сведениям РГАСПИ, партийный билет Павла Сафоновича Сидорова погашен Воронежским ОК ВКП(б) 16 апреля 1936 года в связи со смертью.